# Prachi Bansal

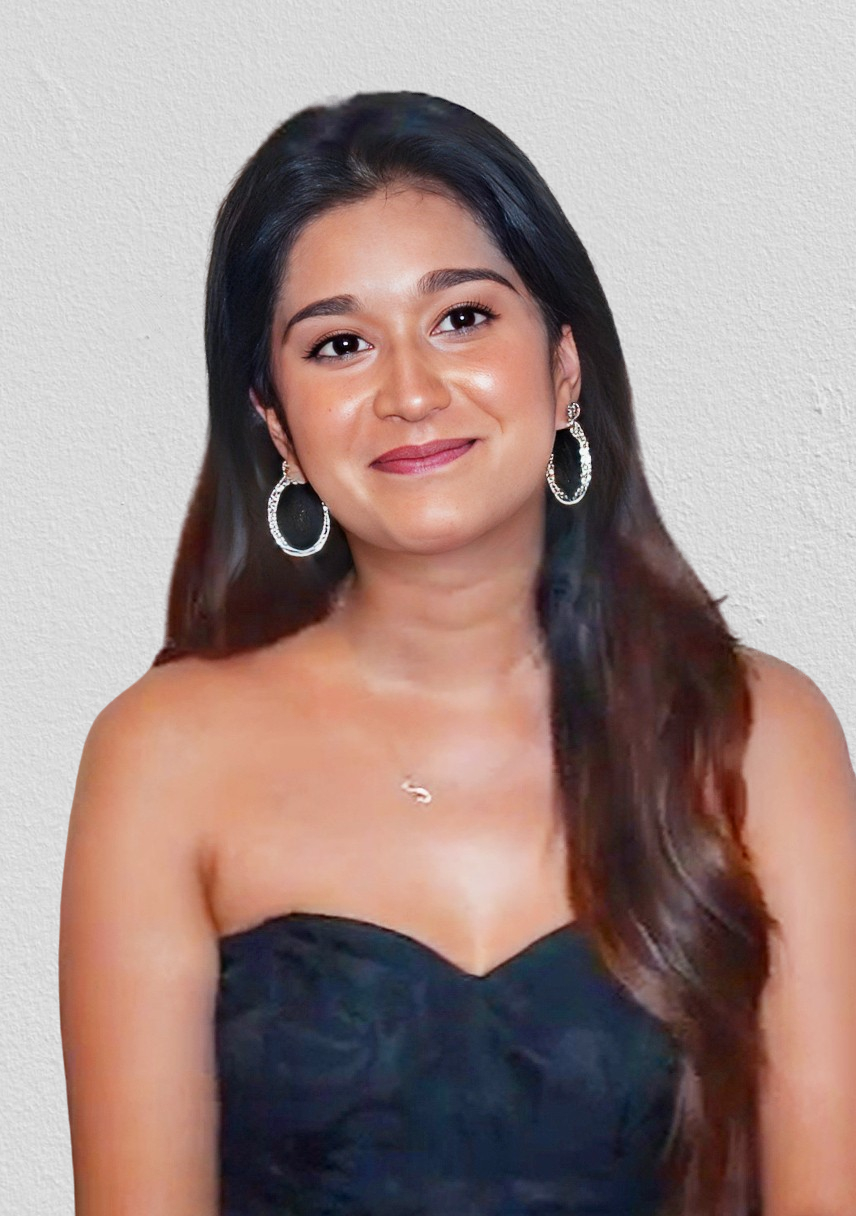
Prachi Bansal

Prachi Bansal (Marathi प्राची बन्सल; * 19. März 1995 in Mumbai) ist eine indische Schauspielerin.

## Leben und Karriere
Bansal wurde am 19. März 1995 in Mumbai geboren. Ihr Debüt gab sie 2017 in der Serie Bakula Bua Ka Bhoot. Im selben Jahr trat sie in dem Film Humein Haq Chahiye...Haq Se auf. 2022 belegte sie in der Serie Thapki Pyaar Ki 2 eine der Hauptrollen. Anschließend wurde sie 2023 für die Serie Shiv Shakti – Tap Tyaag Tandav gecastet. Seit 2024 ist Bansal in Shrimad Ramayan zu sehen.

## Filmografie
Filme
- 2017: Humein Haq Chahiye...Haq Se
- 2024: The Lost Girl

Serien
- 2017: Bakula Bua ka Bhoot
- 2022: Thapki Pyar Ki 2
- 2023: Shiv Shakti – Tap Tyaag Tandav
- 2024–2025: Shrimad Ramayan